# Černogorsk
Černogorsk [černogórsk] (rusko Черного́рск) je mesto v Rusiji v republiki Hakasiji. Leži 18 km severno od glavnega mesta Abakana. Leta 2010 je imelo 75.466 prebivalcev.
Ustanovljen je bil kot rudarsko mesto leta 1936. V bližini je rudnik premoga. V času Sovjetske zveze je bilo tukaj poboljševalno delovno taborišče.